# 光明星节
光明星节（朝鲜语：／），为朝鲜民主主义人民共和国第二任最高領導人，前朝鮮勞動黨總書記金正日的生日（2月16日），是朝鲜最重要的节日之一。

## 概要
1995年，即金日成逝世后的翌年，朝鲜政府决定将金日成与金正日的生日都定为“民族最大节日”，其中金日成的生日被称为太阳节，但金正日的生日则没有特定的名称。在金正日执政时期，朝鲜官方报道（例如朝鲜之声华语广播）通常将其称之为“二月佳节”（2월명절/2月名節）。2011年底金正日逝世后，朝鲜劳动党中央委员会政治局于2012年1月12日发表公报决定正式将每年的金正日诞辰日、民族最大节日2月16日指定为“光明星节”。2012年2月16日，朝鲜在锦绣山太阳宫举行阅兵式以庆祝首个“光明星节”。